# チャーチル・ファクター たった一人で歴史と世界を変える力
『チャーチル・ファクター たった一人で歴史と世界を変える力』（チャーチル・ファクター たったひとりでれきしとせかいをかえるちから、The Churchill Factor: How One Man Made History）は、サー・ウィンストン・チャーチル元首相の生涯を詳述したボリス・ジョンソンの著書である。2014年10月23日にホッダー&ストートンより出版された。

## プロット

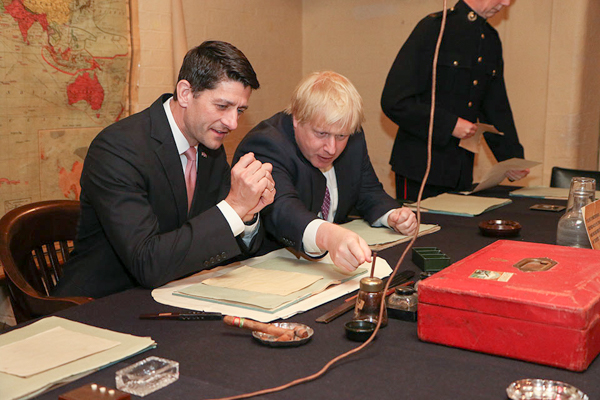
アメリカの政治家のポール・ライアンに第二次世界大戦のチャーチルの戦時執務室を案内するジョンソン。

ジョンソンは本書を通して、政治家、軍人、作家、元首相のサー・ウィンストン・チャーチルの生涯を詳述している。ジョンソンは第二次世界大戦中の指導者としてのチャーチルの努力を賞賛し、「彼が私たちの文明を救った」と評し、次のように書いている:
| 「 | エキセントリックで、大げさで、無作法で、着るものにいたるまで自身のスタイルを貫いた、非の打ちどころがない天才。（中略）若き保守党議員として頭角を現した当時から、チャーチルは自分が属する政党を非難し、揶揄してきた。（中略）チャーチルを、無節操な日和見主義者として見る保守党議員は多くいた。（中略）チャーチルの敵は彼のなかに巨大な利己主義を見た。どんな波にでも乗り、その波が海岸で泡となって消えてしまってもずっと乗り続けようとする欲望を感じ取った。（中略）チャーチルは命知らずの自信家で、誰よりも危ない橋を渡った。 | 」 |

## 評価
本書の出版を受け、『オブザーバー』紙のジョン・カンプナーは、ジョンソンとチャーチルが「さりげなく」並列化されようとしていると指摘した。
『デイリー・テレグラフ』のコン・コフリンは、「ジョンソンは明確にチャーチルを敬愛しているが、彼がこの政治家の研究にどのような新しい洞察をもたらすのかはわかりづらい。もちろん、その裏には、ジョンソンは政治的異端者としての自分自身の評価をチャーチルのそれと比較しようとしているという明確な意味があり、それは次のような疑問が浮上する。ウィンストン・チャーチルならばボリス・ジョンソンをどう思うだろうか?」と論じた。
また別の書評では、「チャーチル自身の著作を特徴づけているものと同様、本書は『歯切れよく、パンチが効いており、読者にページを進めさせるような短い文章でいっぱい』である」と書かれた。
『インデペンデント』のソニア・パーネルは、「彼には、前作『The Dream of Rome』で示されたように、歴史を『わかりやすくする』という点で、ある種の才能がある。（中略）この本は、チャーチルについてよりも、ボリス（・ジョンソン）の野心と自己イメージについてを語っている。歴史書の観点から言えば、これは逃した好機だ。ジョンソンのキャリアにとって、これは間違いなく素晴らしい成果をもたらすだろう」と述べた。
『ニュー・ステイツマンのリチャード・J・エヴァンスは、「この本は、書かれたものではなく、口述筆記されたかのように読める。まるでドローンズ・クラブに追い詰められ、バーティー・ウースターに何時間も説教されているようだ」と述べた。『タイムズ』も本書の「バーティー・ウースター的の声」を指摘する一方で、そのアプローチを「決して退屈ではなく、部分的には本当に巧妙だが、判断には絶望的に偏りがあり、言葉尻をとらえすぎて疲れ果てるほどいらいらさせられることがある」と評した。
ドミニク・サンドブルックは『イブニング・スタンダード』紙上で、「（本書と）歴史書の関係性は、『ドクター・フー』のエピソードとBBC4のドキュメンタリーとほぼ同様だ」と評した。
保守党議員でチャーチルの孫息子のニコラス・ソームズは本書に対し、「良い本で、非常に読みやすいが、偉大な学術作品でもなければ、新しい何かがあるわけでもない」と言及した。

## 日本語版
- ボリス・ジョンソン 著、小林恭子、石塚雅彦 訳『チャーチル・ファクター たった一人で歴史と世界を変える力』プレジデント社、2016年3月30日。ISBN 978-4833421676。